# Пол, Эдриан
Э́дриан Пол Хью́итт (англ. Аdrian Paul Hewett; род. 29 мая 1959 года, Лондон, Англия) — британский актёр. Известен главным образом по роли Дункана Маклауда в телесериале «Горец» и фильмах «Горец: Конец игры» и «Горец: Источник».

## Биография
Эдриан Пол родился 29 мая 1959 года в Лондоне. Имеет английские корни по отцу и итальянские по матери.
Сценическим искусством начал увлекаться ещё в школьные годы, принимая участие в различных театральных постановках и других школьных мероприятиях. В детстве профессионально занимался футболом, учился в школе хореографии. В 1979 году двадцатилетний Эдриан получил первый приз в конкурсе «Мог бы твой парень стать моделью?» с формулировкой: «За самобытность, индивидуальность и сексуальное обаяние».
В то же время он подписывает контракт, после чего он отправился в турне по Европе. Знакомые посоветовали ему заняться танцами. Хореографии он обучался в Париже в течение трёх лет, одновременно занимаясь в театральной студии, брал уроки актёрского мастерства.
Получив определённые навыки, Эдриан отправился в Голливуд, где преподавал хореографию детям, параллельно подыскивая себе работу в качестве актёра. Свою первую роль Эдриан сыграл в сериале «Династия 2: Семья Колби» в 1985 году. Он исполнил эпизодическую роль русского танцора балета Николая Ростова. В 1987 году он принял участие в бродвейском шоу «Хвастуны».
В конце 1980-х его кинокарьера начинает набирать обороты. В 1989 году он снимается в фильме «Маска Красной смерти» (экранизация известной новеллы Эдгара По). Фильм был тепло встречен критиками: на сайте Rotten Tomatoes он получил 67 % положительных рецензий.
В начале 1990-х встаёт вопрос о продолжении фильма «Горец». К тому времени вышел фильм 1986 года и его менее успешное продолжение — «Горец 2: Оживление» (1990). Из-за неудачной попытки продолжения сценарий для третьей части был переработан в пилотный выпуск сериала. В 1992 году вышла первая серия телесериала «Горец» под названием «Сбор». Герой Эдриана — Дункан Маклауд — получил собственную историю. Звезда первых двух фильмов Кристофер Ламберт принял участие в качестве приглашённой звезды, вернувшись к роли Коннора Маклауда — по сценарию, родственника и учителя Дункана. Сериал был популярен и выдержал 6 сезонов (всего было снято 119 серий).
На волне популярности сериала было снято два продолжения фильма — «Горец 3: Последнее измерение» и «Горец 4: Конец игры». Оба фильма являются прямым продолжением первой части, игнорируя события второй, причём последний является кроссовером фильма и сериала (герои фильма были объединены с героями сериала). Фильмы не получили положительных отзывов и провалились в прокате.
Работая над «Горцем», Пол получил навыки режиссёра, сценариста и продюсера: он выпустил несколько частей сериала, выступил продюсером фильма «Звёздный охотник» в 2001 году и выпустил телевизионное продолжение «Горца» в 2007 году — «Горец: Источник».
Снимался в фильмах Александра Невского «Московская жара» и «Чёрная роза».

## Личная жизнь
С 1990 по 1997 год Эдриан Пол был женат на актрисе и фотомодели Мелани Пол. Причиной развода, помимо отсутствия детей, стала активная деятельность Эдриана Пола в организованном им на собственные средства благотворительном фонде помощи детям PEACE. Пол, который очень любил свою супругу, признавал, что вместе они проводили не более трёх месяцев в году — всё остальное время было посвящено съёмкам сериала «Горец», которые проходили в Канаде и Париже.
Позже долгое время встречался с Александрой Тонелли, от которой у него трое детей: Анжелика Валентина Роуз (2010), Ройс Пол (2012) и Севен (2020).
Эдриан Пол назвал свой фан-клуб «МИР», члены которого проповедовали мир на всей планете и в душе каждого отдельного человека. Под руководством актёра клуб регулярно перечислял деньги на благотворительные нужды.
Эдриан Пол не только актёр, но и член ассоциации каскадёров, поэтому львиную долю трюков он старается выполнять сам. Любимые эпизоды актёра — поединки на мечах, саблях, шпагах. В течение семи лет Эдриан Пол изучал кунг-фу, муай-тай, тхэквондо и бокс. Специально для исполнения роли Дункана Маклауда он прошел курс тренировок с японской катаной. Превосходная физическая форма Эдриана Пола — результат диеты, которую он для себя разработал, и регулярные занятия спортом.
Пол говорит на трех языках, помимо английского: итальянский он знал от матери, французский учил в школе и совершенствовал в Париже, а с помощью отца освоил кокни — особый лондонский диалект.
Любимая музыка Эдриана Пола: Моцарт, регги и Enigma.

## Фильмография
| Год       |     | Русское название                        | Оригинальное название                | Роль                         |
| --------- | --- | --------------------------------------- | ------------------------------------ | ---------------------------- |
| 1986—1987 | с   | Династия 2: Семья Колби                 | The Colbys                           | Николай Ростов               |
| 1988      | тф  | Стрелок                                 | Shooter                              | Иэн                          |
| 1988      | ф   | Последние обряды                        | Last Rites                           | Тони                         |
| 1988      | с   | Красавица и чудовище                    | Beauty And The Beast                 | Дмитрий Бенько               |
| 1989—1990 | с   | Война миров                             | War of the Worlds                    | Джон Кинкейд                 |
| 1989      | ф   | Танцуй, чтобы победить                  | Dance to Win                         | Билли Джеймс                 |
| 1989      | ф   | Маска красной смерти                    | Masque of the Red Death              | Просперо                     |
| 1991      | с   | Мрачные тени                            | Dark Shadows                         | Джеремия Коллинз             |
| 1991      | тф  | Филин                                   | The Owl                              | Филин                        |
| 1992      | с   | Она написала убийство                   | Murder, She Wrote                    | Эдвард Хэйл                  |
| 1992      | с   | Тарзан                                  | Tarzán                               | Джек Трэверс                 |
| 1992—1998 | с   | Горец                                   | Highlander: The Series               | Дункан Маклауд               |
| 1992      | ф   | Любовный напиток № 9                    | Love Potion # 9                      | Энрико                       |
| 1993      | тф  | Убийство фотомоделей                    | The Cover Girl Murders               | Патрис, фотограф             |
| 1995      | мс  | Фантом 2040                             | Phantom 2040                         | Гуннар                       |
| 1997      | ф   | Спецназ                                 | Dead Men Can't Dance                 | стрелок                      |
| 1998      | ф   | Коварный план Сьюзан                    | Susan's Plan                         | Пол Холланд                  |
| 1999      | ф   | Изменённая участь                       | Convergence                          | Брэди Трауб                  |
| 2000      | ф   | Возвращение Мерлина                     | Merlin: The Return                   | Ланселот                     |
| 2000      | ф   | Горец: Конец игры                       | Highlander: Endgame                  | Дункан Маклауд               |
| 2001      | с   | Охотники за древностями                 | Relic Hunter                         | Лукас Блэкмер                |
| 2001—2002 | с   | Звёздный охотник                        | Tracker                              | Коул / Дагон                 |
| 2001      | ф   | Отродье                                 | The Breed                            | Аарон Грей                   |
| 2001      | в   | Провал                                  | The Void                             | профессор Стивен Прайс       |
| 2002      | ф   | Хакер                                   | Storm Watch                          | Невилл                       |
| 2003      | с   | Зачарованные                            | Charmed                              | Джерик                       |
| 2003      | ф   | Игра возмездия                          | Nemesis Game                         | Верн                         |
| 2003      | в   |                                         | Alien Tracker                        | Коул                         |
| 2004      | ф   | Московская жара                         | Moscow Heat                          | Эндрю Чемберс                |
| 2005      | ф   | Маленькое Чикаго                        | Little Chicago                       | Фрэнк Ньюком                 |
| 2005      | ф   | Нет пути наверх                         | Throttle                             | Гэвин Мэтисон                |
| 2005      | тф  | Таинственная субмарина                  | Tides of War                         | коммандер Фрэнк Хэбни        |
| 2006      | ф   | Опасный сеанс                           | Séance                               | Спенс                        |
| 2007      | ф   | Горец: Источник                         | Highlander: The Source               | Дункан Маклауд               |
| 2007      | тф  | Исчезнувшая колония                     | Wraiths of Roanoke                   | Ананьяс Дайр                 |
| 2009      | тф  | Легендарное путешествие капитана Дрэйка | The Immortal Voyage of Captain Drake | Фрэнсис Дрейк                |
| 2009      | ф   | Видеть всё!                             | Eyeborgs                             | Роберт Дж. Рейнольдс         |
| 2009      | ф   | Ужас на глубине 9 миль                  | Nine Miles Down                      | Томас «Джек» Джекман         |
| 2010      | ф   | Жизнь за брата                          | The Heavy                            | Кристиан Мэйсон              |
| 2011      | ф   | Холодный взрыв                          | Cold Fusion                          | Ангер                        |
| 2012      | кор |                                         | Cop-Puter                            |                              |
| 2012      | мф  | Война миров: Голиаф                     | War of the Worlds: Goliath           | Патрик О'Брайан              |
| 2013      | тф  | Признание                               | The Confession                       | Дилан Беннетт                |
| 2013      | тф  | Смертельный спуск                       | Deadly Descent                       | Марк Фостер, пилот вертолёта |
| 2013      | в   | Земной апокалипсис                      | AE: Apocalypse Earth                 | лейтенант Фрэнк Баум         |
| 2014      | мф  | Ад Данте                                | Dante's Hell Animated                | Одиссей                      |
| 2014      | ф   | Помпеи: Апокалипсис                     | Apocalypse Pompeii                   | Джефф Пирс                   |
| 2014      | ф   | Район 37                                | Outpost 37                           | генерал Дэйн                 |
| 2014      | ф   | Чёрная роза                             | Black Rose                           | детектив Мэтт Робинсон       |
| 2015      | с   | Ответный удар                           | Strike Back                          | комендант Лейтнер            |
| 2015      | ф   | Дети против монстров                    | Kids vs Monsters                     | Грег Ловетт                  |
| 2015      | ф   |                                         | Touched the Film                     | Брэд                         |
| 2015      | тф  | Штормагеддон                            | Stormageddon                         | Мактиг                       |
| 2018      | ф   | Harmless                                | State Prosecutor Gary Feller         |                              |
| 2019      | с   | Стрела                                  | Arrow                                | Данте                        |
| 2019      | ф   | Дикая Лига                              | Дикая Лига                           | Паркер                       |